# Sebastián Montesinos
Sebastián Francisco Javier Montesinos Pezoa (Santiago del Cile, 12 marzo 1986) è un ex calciatore cileno, di ruolo difensore.